# Kukari, Ripkî
Kukari (în ucraineană Кукарі) este un sat în așezarea urbană Liubeci din raionul Ripkî, regiunea Cernihiv, Ucraina.

## Demografie
Componența lingvistică a localității Kukari
     Ucraineană (100%)
Conform recensământului din 2001, toată populația localității Kukari era vorbitoare de ucraineană (100%).